# Campionati europei di ciclismo su pista 2018 - Omnium maschile
La nona edizione della gara di omnium maschile ai campionati europei di ciclismo su pista si è svolta il 4 agosto 2018, presso la Commonwealth Arena and Sir Chris Hoy Velodrome di Glasgow nel Regno Unito.

## Podio
| Pos.    | Atleta             | Nazionalità   |
| ------- | ------------------ | ------------- |
| Oro     | Ethan Hayter       | Gran Bretagna |
| Argento | Elia Viviani       | Italia        |
| Bronzo  | Casper von Folsach | Danimarca     |

## Risultati

### Scratch
Prima di 4 prove
| Posizione | Atleta             | Nazione       | Giri persi | Punti prova |
| --------- | ------------------ | ------------- | ---------- | ----------- |
| 1         | Elia Viviani       | Italia        |            | 40          |
| 2         | Ethan Hayter       | Gran Bretagna |            | 38          |
| 3         | Benjamin Thomas    | Francia       |            | 36          |
| 4         | Christos Volikakis | Grecia        |            | 34          |
| 5         | Szymon Sajnok      | Polonia       |            | 32          |
| 6         | Casper von Folsach | Danimarca     |            | 30          |
| 7         | Raman Tsishkou     | Bielorussia   |            | 28          |
| 8         | Claudio Imhof      | Svizzera      |            | 26          |
| 9         | Albert Torres      | Spagna        |            | 24          |
| 10        | Robbe Ghys         | Belgio        |            | 22          |
| 11        | Rui Oliveira       | Portogallo    |            | 20          |
| 12        | Felix English      | Irlanda       |            | 18          |
| 13        | Stefan Matzner     | Austria       |            | 16          |
| 14        | Mamyr Staš         | Russia        |            | 14          |
| 15        | Roman Gladyš       | Ucraina       |            | 12          |
| 16        | Maximilian Beyer   | Germania      |            | 10          |
| 17        | Nicolas Pietrula   | Rep. Ceca     |            | 8           |
| 18        | Edgar Stepanyan    | Armenia       |            | 6           |
| 19        | Roy Pieters        | Paesi Bassi   |            | 4           |
| 20        | Krisztián Lovassy  | Ungheria      | –1         | 2           |
| 21        | Filip Taragel      | Slovacchia    | –1         | 1           |
| 22        | Vitālijs Korņilovs | Lettonia      | –1         | –39         |
| 23        | Lars Pria          | Romania       | –2         | –39         |

### Tempo race
Seconda di 4 prove
| Posizione | Atleta             | Nazione       | Punti giri + | sprint giro | Punti totali |
| --------- | ------------------ | ------------- | ------------ | ----------- | ------------ |
| 1         | Rui Oliveira       | Portogallo    | 20           | 8           | 28           |
| 2         | Claudio Imhof      | Svizzera      | 20           | 7           | 27           |
| 3         | Christos Volikakis | Grecia        | 20           | 4           | 24           |
| 4         | Szymon Sajnok      | Polonia       | 20           | 3           | 23           |
| 5         | Raman Tsishkou     | Bielorussia   | 20           | 3           | 23           |
| 6         | Casper von Folsach | Danimarca     | 20           | 2           | 22           |
| 7         | Benjamin Thomas    | Francia       | 20           | 2           | 22           |
| 8         | Felix English      | Irlanda       |              | 4           | 4            |
| 9         | Ethan Hayter       | Gran Bretagna |              | 2           | 2            |
| 10        | Roman Gladyš       | Ucraina       |              | 1           | 1            |
| 11        | Robbe Ghys         | Belgio        |              |             | 0            |
| 12        | Elia Viviani       | Italia        |              |             | 0            |
| 13        | Albert Torres      | Spagna        |              |             | 0            |
| 14        | Nicolas Pietrula   | Rep. Ceca     |              |             | 0            |
| 15        | Krisztián Lovassy  | Ungheria      |              |             | 0            |
| 16        | Mamyr Staš         | Russia        |              |             | 0            |
| 17        | Edgar Stepanyan    | Armenia       |              |             | 0            |
| 18        | Stefan Matzner     | Austria       |              |             | 0            |
| 19        | Maximilian Beyer   | Germania      |              |             | 0            |
| 20        | Roy Pieters        | Paesi Bassi   |              |             | 0            |
| 21        | Filip Taragel      | Slovacchia    | –20          |             | -20          |
| 22        | Vitālijs Korņilovs | Lettonia      | –40          |             | -40          |
| DNS       | Lars Pria          | Romania       |              |             |              |

### Gara ad eliminazione
Terza di 4 prove
| Posizione | Atleta             | Nazione       | Punti |
| --------- | ------------------ | ------------- | ----- |
| 1         | Elia Viviani       | Italia        | 40    |
| 2         | Benjamin Thomas    | Francia       | 38    |
| 3         | Szymon Sajnok      | Polonia       | 36    |
| 4         | Claudio Imhof      | Svizzera      | 34    |
| 5         | Ethan Hayter       | Gran Bretagna | 32    |
| 6         | Robbe Ghys         | Belgio        | 30    |
| 7         | Rui Oliveira       | Portogallo    | 28    |
| 8         | Casper von Folsach | Danimarca     | 26    |
| 9         | Felix English      | Irlanda       | 24    |
| 10        | Raman Tsishkou     | Bielorussia   | 22    |
| 11        | Albert Torres      | Spagna        | 20    |
| 12        | Christos Volikakis | Grecia        | 18    |
| 13        | Mamyr Staš         | Russia        | 16    |
| 14        | Stefan Matzner     | Austria       | 14    |
| 15        | Roman Gladyš       | Ucraina       | 12    |
| 16        | Maximilian Beyer   | Germania      | 10    |
| 17        | Roy Pieters        | Paesi Bassi   | 8     |
| 18        | Krisztián Lovassy  | Ungheria      | 6     |
| 19        | Nicolas Pietrula   | Rep. Ceca     | 4     |
| 20        | Edgar Stepanyan    | Armenia       | 2     |
| 21        | Vitālijs Korņilovs | Lettonia      | 1     |
| 22        | Filip Taragel      | Slovacchia    | 1     |

### Corsa a punti
Quarta di 4 prove
| Posizione | Atleta             | Nazione       | Punti giro | Punti sprint | Punti tolale |
| --------- | ------------------ | ------------- | ---------- | ------------ | ------------ |
| 1         | Albert Torres      | Spagna        | 20         | 22           | 42           |
| 2         | Ethan Hayter       | Gran Bretagna | 20         | 19           | 39           |
| 3         | Robbe Ghys         | Belgio        | 20         | 11           | 31           |
| 4         | Casper von Folsach | Danimarca     | 20         | 7            | 27           |
| 5         | Felix English      | Irlanda       | 20         |              | 20           |
| 6         | Elia Viviani       | Italia        |            | 15           | 15           |
| 7         | Szymon Sajnok      | Polonia       |            | 10           | 10           |
| 8         | Christos Volikakis | Grecia        |            | 9            | 9            |
| 9         | Benjamin Thomas    | Francia       |            | 8            | 8            |
| 10        | Claudio Imhof      | Svizzera      |            |              | 0            |
| 11        | Krisztián Lovassy  | Ungheria      |            |              | 0            |
| 12        | Stefan Matzner     | Austria       |            |              | 0            |
| 13        | Mamyr Staš         | Russia        |            |              | 0            |
| 14        | Roman Gladyš       | Ucraina       |            |              | 0            |
| 15        | Roy Pieters        | Paesi Bassi   |            |              | 0            |
| 16        | Raman Tsishkou     | Bielorussia   | –20        | 8            | –12          |
| 17        | Nicolas Pietrula   | Rep. Ceca     | –20        | 5            | –15          |
| 18        | Edgar Stepanyan    | Armenia       | –20        | 1            | –19          |
| 19        | Maximilian Beyer   | Germania      | –20        |              | –20          |
| 20        | Rui Oliveira       | Portogallo    | –20        |              | –20          |
| 21        | Filip Taragel      | Slovacchia    | –40        |              | –40          |
| 22        | Vitālijs Korņilovs | Lettonia      |            |              | DNF          |

### Classifica finale
| Posizione | Atleta             | Nazione       | Scratch | Tempo Race | Gara ad eliminaz. | Corsa a punti | Classif. Finale |
| --------- | ------------------ | ------------- | ------- | ---------- | ----------------- | ------------- | --------------- |
| 1         | Ethan Hayter       | Gran Bretagna | 38      | 24         | 32                | 39            | 133             |
| 2         | Elia Viviani       | Italia        | 40      | 18         | 40                | 15            | 113             |
| 3         | Casper von Folsach | Danimarca     | 30      | 30         | 26                | 27            | 113             |
| 4         | Szymon Sajnok      | Polonia       | 32      | 34         | 36                | 10            | 112             |
| 5         | Benjamin Thomas    | Francia       | 36      | 28         | 38                | 8             | 110             |
| 6         | Robbe Ghys         | Belgio        | 22      | 20         | 30                | 31            | 103             |
| 7         | Albert Torres      | Spagna        | 24      | 16         | 20                | 42            | 102             |
| 8         | Claudio Imhof      | Svizzera      | 26      | 38         | 34                | 0             | 98              |
| 9         | Christos Volikakis | Grecia        | 34      | 36         | 18                | 9             | 97              |
| 10        | Felix English      | Irlanda       | 18      | 26         | 24                | 26            | 94              |
| 11        | Raman Tsishkou     | Bielorussia   | 28      | 32         | 22                | –12           | 70              |
| 12        | Rui Oliveira       | Portogallo    | 20      | 40         | 28                | –20           | 68              |
| 13        | Roman Gladyš       | Ucraina       | 12      | 22         | 12                | 0             | 46              |
| 14        | Mamyr Staš         | Russia        | 14      | 10         | 16                | 0             | 40              |
| 15        | Stefan Matzner     | Austria       | 16      | 6          | 14                | 0             | 36              |
| 16        | Krisztián Lovassy  | Ungheria      | 2       | 12         | 6                 | 0             | 20              |
| 17        | Roy Pieters        | Paesi Bassi   | 4       | 2          | 8                 | 0             | 14              |
| 18        | Nicolas Pietrula   | Rep. Ceca     | 8       | 14         | 4                 | –15           | 11              |
| 19        | Maximilian Beyer   | Germania      | 10      | 4          | 10                | –20           | 4               |
| 20        | Edgar Stepanyan    | Armenia       | 6       | 8          | 2                 | –19           | –3              |
| 21        | Filip Taragel      | Slovacchia    | 1       | 1          | 1                 | –40           | –37             |
| 22        | Vitālijs Korņilovs | Lettonia      | –39     | 1          | 1                 | DNF           | –37             |
| 23        | Lars Pria          | Romania       | –39     | DNS        | DNS               | DNS           | DNF             |

Nota: DNS non partito
Nota: DNF ritirato